# Robec
Il Robec è un fiume della Francia che scorre nei dipartimento della Senna Marittima. È un affluente della Senna.

## Comuni attraversati
Nel solo dipartimento della Senna Marittima, il Robec attraversa i cinque comuni seguenti, da monte verso valle, di Fontaine-sous-Préaux, Saint-Martin-du-Vivier, Roncherolles-sur-le-Vivier, Darnétal, Rouen (confluenza).

## Bacino idrografico
Le Robec attraversa una sola zone idrografica di 152 km2. Questo bacino è costituito per il 58,99% da territori agricoli, per il 21,50% da foreste e ambienti seminaturali, per il 19,51% da territori artificializzati.

## Geografia
Il Robec nasce a Fontaine-sous-Préaux, piccolo comune situato a est dell'agglomerato rouennese, concentrante le acque torrentizie provenienti dall'altopiano. Scorre poi in una direzione generale nord/sud, fino a Darnétal, in una valle che presenta ancora un carattere rurale nonostante la forte densità abitativa urbana. A partire dal suo ingresso in quest'ultimo comune, il corso d'acqua penetra in una zona fortemente urbanizzata che presentava una volta una concentrazione d'imprese industriali molto elevata. A livello della rue Charles-Benner, le acque del Robec si mescolano a quelle di un altro piccolo fiume, l'Aubette. Oltre questa confluenza, il tracciato diviene complesso poiché anche se le acque sono mescolate, sussistono due alvei: l'alveo minore, a sud, chiamato Aubette, e quello maggiore, a nord, Robec. Poco dopo, a valle, nei pressi del mulino di Saint-Paul, si verifica un antico sistema di divisione delle acque denominato Choc ove delle valvole permettono un trasferimento delle acque dei due fiumi. Passato questo punto, il Robec e l'Aubette riprendono ciascuno un corso proprio, il primo lungo la rue des Petites-Eaux-du-Robec, entra in Rouen seguendo un vecchio e artificiale corso fino a piazza Saint-Hilaire. Al di là di quest'ultima, il Robec scorre in canalizzazioni sotterranee nel centro-città della metropoli normanna prima di confluire nella Senna, di fronte all'île Lacroix, dopo un percorso di 9,3 km.
Il fiume, parzialmente ricoperto nel 1880, è stato definitivamente ricoperto tra il 1938 e il 1941, cioè canalizzato e deviato in condutture sotterranee. Tuttavia, un corso d'acqua artificiale, azionato da un sistema di pompe e alimentato dall'acqua della città, è stato ricostituito nel suo corso tradizionale in superficie sulla rue Eau-de-Robec.